# Bulgaria (schimmelgeslacht)
Bulgaria is een geslacht van schimmels behorend tot de familie Phacidiaceae. De typesoort is de Zwarte knoopzwam (Bulgaria inquinans). De naam van het geslacht werd in 1822 geldig gepubliceerd.

## Soorten
Volgens Index Fungorum telt het geslacht 21 soorten (peildatum februari 2022):
| Soortnaam                             | Auteur(s)           | Publicatiejaar |
| ------------------------------------- | ------------------- | -------------- |
| Bulgaria agaves                       | Rabenh.             | 1849           |
| Bulgaria arenaria                     | (Pers.) Lév.        | 1846           |
| Bulgaria bicolor                      | Peck                | 1880           |
| Bulgaria carbonaria                   | Fuckel              | 1870           |
| Bulgaria cyathiformis                 | Henn.               | 1903           |
| Bulgaria decolorans                   | Berk. & M.A. Curtis | 1875           |
| Bulgaria deligata                     | Peck                | 1880           |
| Bulgaria fuscobadia                   | (Rebent.) Fr.       | 1822           |
| Bulgaria geralensis                   | Henn.               | 1904           |
| Bulgaria indica                       | C. Mohanan          | 2011           |
| Bulgaria inquinans (Zwarte knoopzwam) | (Pers.) Fr.         | 1822           |
| Bulgaria moelleriana                  | Henn.               | 1902           |
| Bulgaria nigrita                      | Fr.                 | 1828           |
| Bulgaria pellucens                    | (Schumach.) Fr.     | 1822           |
| Bulgaria prunicola                    | Syd. & P. Syd.      | 1913           |
| Bulgaria pusilla                      | Syd. & P. Syd.      | 1910           |
| Bulgaria spongiosa                    | (Peck) Peck         | 1881           |
| Bulgaria sydowii                      | Henn.               | 1898           |
| Bulgaria trichophora                  | Massee              | 1891           |
| Bulgaria turbinata                    | Massee              | 1901           |
| Bulgaria urnula                       | Henn.               | 1901           |